# Charles Bigelow
Charles A. Bigelow (* 1945 in Detroit) ist ein Schriftgestalter und Schrifthistoriker. Im Jahre 1982 bekam er ein MacArthur Fellowship. Zusammen mit Kris Holmes ist er der Schöpfer der Schriftfamilien Lucida und Wingdings und Inhaber des Schriftenherstellers Bigelow & Holmes.
Von 1982 bis 1997 war er Professor für digitale Typografie an der Stanford University. Mitte 2006 nahm er einen Ruf auf eine Professur am Rochester Institute of Technology an.